# Chasmaporthetes
Chasmaporthetes — викопний рід хижих ссавців родини гієнових (Hyaenidae), що існував впродовж пліоцену та плейстоцену (4,9 — 0,78 млн років тому) в Північній Америці, Євразії та Північній Африці.
Рід виник у Євразії. Походить, ймовірно, від міоценових Thalassictis або Lycyaena. За зовнішнім виглядом і способом життя більше схожий на земляного вовка, ніж на інших сучасних гієн. Найдавнішим видом є С. borissiaki. Єдиним видом, що мешкав в Північній Америці був C. ossifragus.

## Види
- C. lunensis Del Campana, 1914
- C. ossifragus Hay, 1921
- C. borissiaki Khomenko, 1932
- C. australis Hendey, 1974
- C. bonisi Koufos, 1987
- C. exitelus Kurtén & Werdelin, 1988
- C. nitidula Geraads, 1997
- C. melei Rook et al, 2004
- C. gangsriensis Tseng, Li, & Wang, 2013